# Palaeopropithecus
Palaeopropithecus es un género extinto de primates estrepsirrinos, uno de los tres recientemente extinguidos de lémures perezosos encontrados en Madagascar, y que estaba estrechamente relacionado con algunas especies de lémur que se encuentran en la isla en la actualidad. Se conocen tres especies dentro de este género, P. ingens, P. maximus y P. kelyus. Recientes dataciones por radiocarbono indican que todavía podrían haber estado vivos alrededor del 1500 d. C.
Se cree que Palaeopropithecus ingens podría ser el primate de gran tamaño conocido en algunas leyendas malgaches como «tretretretre», y del que hablaba Étienne de Flacourt, gobernador francés de Madagascar a mediados del siglo XVII, en su L’Histoire de le Grande Île de Madagascar (1658), que algunos autores identificaron inicialmente con otro género de lémures extintos, Megaladapis.

## Locomoción

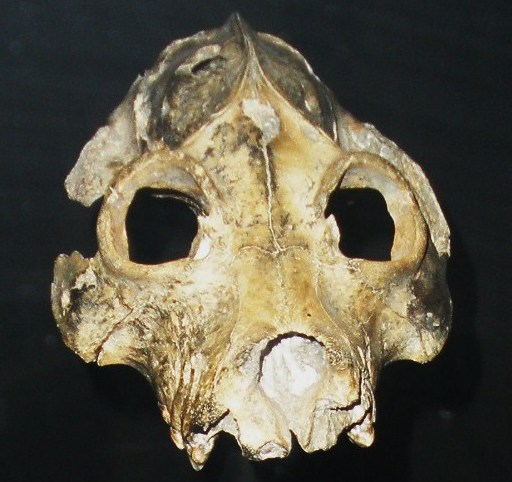
Cráneo

Durante mucho tiempo se creyó que Palaeopropithecus eran criaturas acuáticas, que nadaban con sus ojos, oídos y fosas nasales justo por encima del agua. Sin embargo esta teoría estaba basada en un resto postcraneal mal atribuido. Charles Lamberton refutó este hecho en 1957. Entonces, los fósiles antes asignados a cráneos de otras especies se reasignaron a Palaeopropithecus. Pruebas postcraneales indican un estilo de vida muy arbóreo con una locomoción de suspensión.